# Chettithangal
Chettithangal è una suddivisione dell'India, classificata come census town, di 6.029 abitanti, situata nel distretto di Vellore, nello stato federato del Tamil Nadu. In base al numero di abitanti la città rientra nella classe V (da 5.000 a 9.999 persone).

## Geografia fisica
La città è situata a 12° 57' 38 N e 79° 20' 11 E.

## Società

### Evoluzione demografica
Al censimento del 2001 la popolazione di Chettithangal assommava a 6.029 persone, delle quali 3.018 maschi e 3.011 femmine. I bambini di età inferiore o uguale ai sei anni assommavano a 608, dei quali 306 maschi e 302 femmine. Infine, coloro che erano in grado di saper almeno leggere e scrivere erano 4.197, dei quali 2.387 maschi e 1.810 femmine.